# Pomnik Wielkiego Oblężenia
Pomnik Wielkiego Oblężenia (malt. Il-Monument tal-Assedju l-Kbir, ang. Great Siege Monument), znany też pod nazwą Pomnik Poległym w Wielkim Oblężeniu (Monument to the Fallen of the Great Siege) – pomnik w Valletcie na Malcie upamiętniający Wielkie Oblężenie Malty. Składa się z trzech brązowych figur, symbolizujących Wiarę, Męstwo i Cywilizację, stojących na granitowym postumencie. Pomnik jest pracą rzeźbiarza Antonio Sciortino; został odsłonięty 8 maja 1927 roku.

## Historia
Model pomnika Wielkiego Oblężenia wyrzeźbiony został przez Antonio Sciortino w roku 1926, podczas jego pobytu w Rzymie. Następnie, na jego bazie, odlany został w brązie, metodą „traconego wosku”, właściwy pomnik. Jego odsłonięcie nastąpiło w Valletcie w dniu 8 maja 1927 roku. Podczas tej uroczystości Arturo Mercieca, prezes Sądu Najwyższego, wygłosił mowę w języku włoskim, zaś ksiądz, filozof i poeta Anastasio Cuschieri wygłosił przemówienie po maltańsku. Odbyło się to w obecności brytyjskiego wicegubernatora wyspy, sir Thomasa Alexandra Vans Besta. To ilustruje kwestię językową i napięcie polityczne tamtych czasów.
Pomnik znajduje się na Misraħ l-Assedju l-Kbir (ang. Great Siege Square, pol. plac Wielkiego Oblężenia) przy głównej ulicy Valletty, Triq il-Repubblika (ang. Republic Street), z boku katedry św. Jana. Pierwotnie pomnik skierowany był frontem do zajazdu Owernii, który w latach 60. XX wieku, w wyniku dużych zniszczeń podczas II wojny światowej, został rozebrany i zastąpiony przez budynek Sądów.
Pomiędzy sierpniem a wrześniem 2010 roku pomnik został odnowiony.
Od października 2017 roku postument pomnika jest wykorzystywany jako tymczasowe miejsce pamięci zamordowanej dziennikarki Daphne Caruany Galizii.

## Opis pomnika

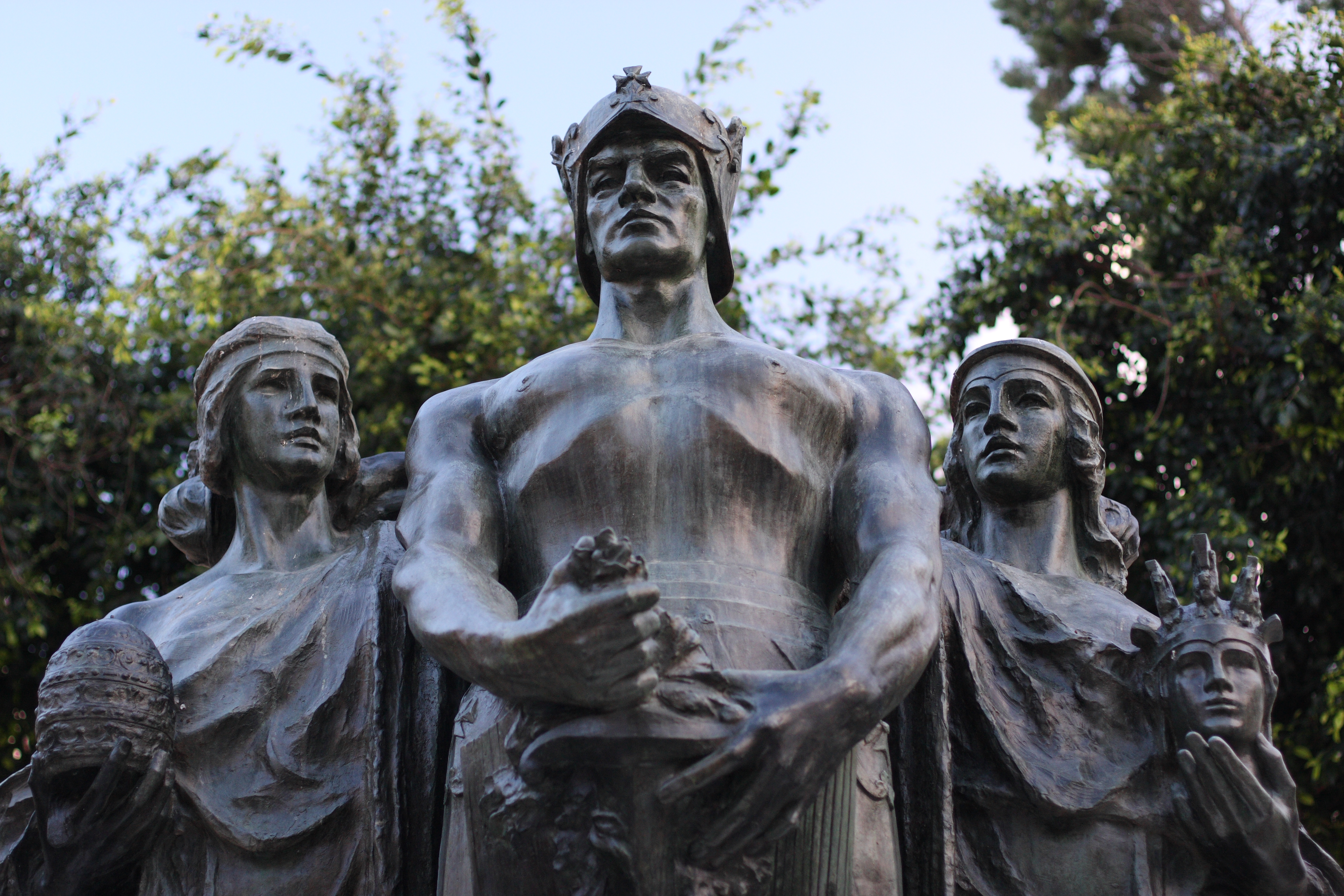
Trzy figury (od lewej): Wiara, Męstwo, Cywilizacja

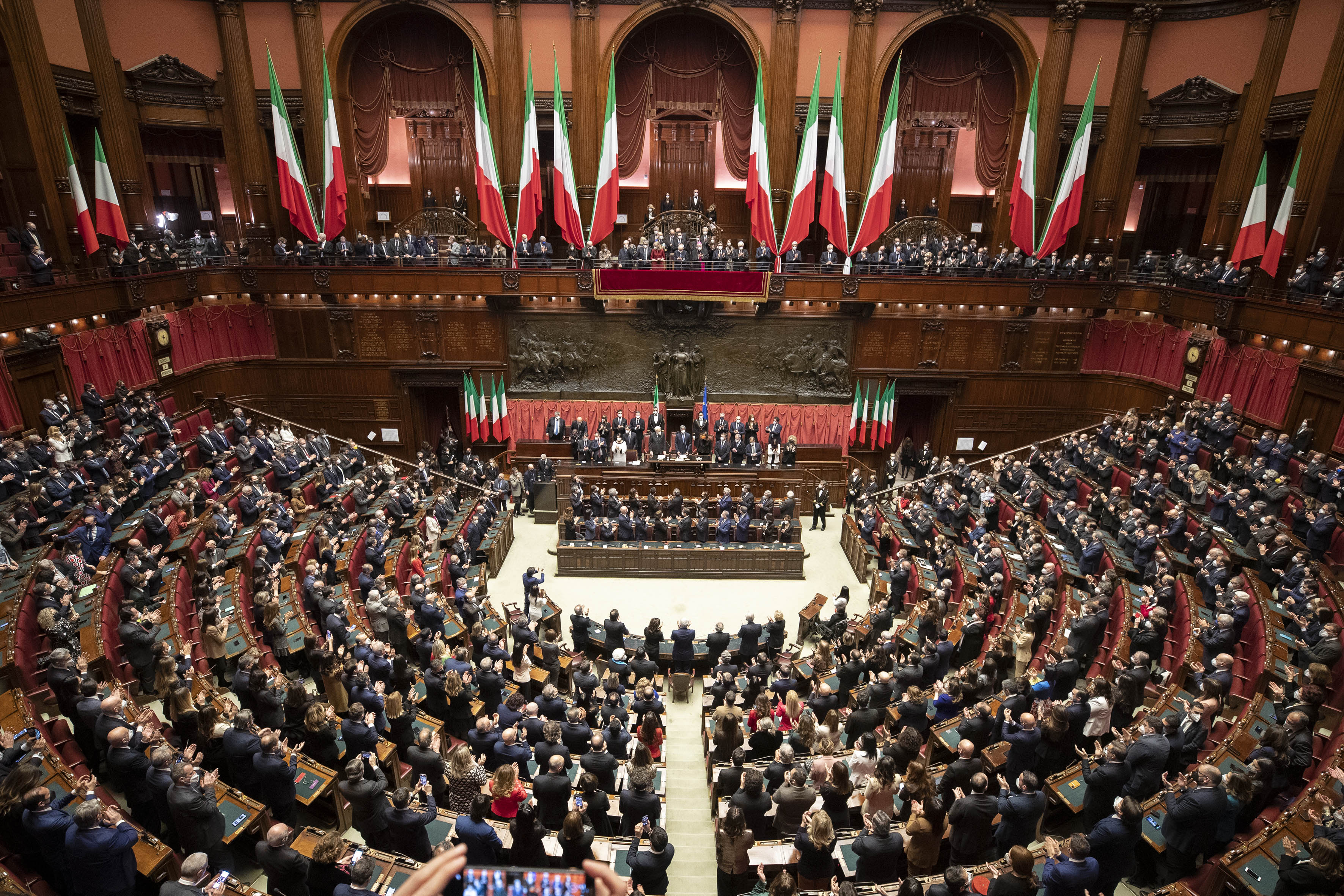
Sala parlamentarna włoskiej Izby Deputowanych w Palazzo Montecitorio, z La Glorificazione della Dinastia Sabauda nad prezydium. Trzy figury w centrum płaskorzeźby przypominają rozmieszczenie figur pomnika Wielkiego Oblężenia

Pomnik Wielkiego Oblężenia uważany jest za przykład rzeźby neoklasycystycznej, eksponując silne proste linie, które wskazują na awangardowy styl Sciortino. Praca nazwana została „jedną z najbardziej charakterystycznych rzeźb na wyspie”. Pomnik składa się z trzech, wykonanych z brązu, figur, umieszczonych na szczycie granitowego postumentu. Pozycja figur jest bardzo zbliżona do podobnych w płaskorzeźbie Davide Calandry La Glorificazione della Dinastia Sabauda w Palazzo Montecitorio w Rzymie.
Mówi się, że trzy figury są alegorycznymi przedstawieniami Wiary, Męstwa i Cywilizacji. Męska figura w centrum to Męstwo (lub Dzielność), z nieosłoniętym torsem, z koroną na głowie, oraz mieczem i tarczą w rękach. Po jego stronach są figury kobiece, Wiara po lewej, Cywilizacja po prawej. Wiara trzyma w ręku papieską tiarę, zaś Cywilizacja dzierży maskę Minerwy, rzymskiej bogini Mądrości.
Pomnik Wielkiego Oblężenia jest umieszczony na liście National Inventory of the Cultural Property of the Maltese Islands pod nr 01144.

## Pomnik na znaczkach i monetach
Great Siege Monument przedstawiony został na trzech maltańskich znaczkach pocztowych wydanych w latach 1956, 1962 oraz 1972. Znajduje się również na 50-centowej monecie, emitowanej po raz pierwszy w roku 1972, a będącej w obiegu do roku 1986.